# William B. Pine
William Bliss Pine, född 30 december 1877 i Bluffs, Illinois, död 25 augusti 1942 i Okmulgee, Oklahoma, var en amerikansk republikansk politiker. Han representerade delstaten Oklahoma i USA:s senat 1925-1931.
Pine arbetade först som lärare och sedan inom oljeindustrin. Han flyttade 1909 till Okmulgee och blev en betydande aktör inom oljeproduktionen där.
Senator Robert Latham Owen kandiderade inte till omval i senatsvalet 1924. Pine vann valet och efterträdde 1925 Owen som senator för Oklahoma. Han kandiderade till omval i senatsvalet 1930 men besegrades av demokraten Thomas Gore.
Pine förlorade guvernörsvalet i Oklahoma 1934 mot demokraten E.W. Marland.
Pines grav finns på Okmulgee Cemetery i Okmulgee.